# Ibacus brucei
Az Ibacus brucei a felsőbbrendű rákok (Malacostraca) osztályának tízlábú rákok (Decapoda) rendjébe, az Achelata alrendágába, a Scyllaridae családjába, azon belül az Ibacus nemébe tartozó faj.

## Előfordulása
A Csendes-óceán nyugati részén, Ausztrália keleti partjainál (körülbelül a Brisbane-Newcastle közti szakaszon), a Norfolk-sziget és a Kermadec-szigetek partvidékén honos. 80-590 méter mélységben találhatók meg, főleg puha aljzatú helyeken.

## Megjelenése
Testhossza 13 centiméter. Színe fakó vörös, páncéljának szélei viszont fehérek. Az ibacus család összes jellemzője igaz rá: laposkás, tömött test, két ellaposodott, vastag csáp, két bemélyedés a szemek vonalánál kezdődve, de a szemektől elfele haladva, ollók hiánya. Páncéljuk széle fűrészelt és éles.